# Forca Detare
La Forca Detare (ovvero Forza Navale in italiano) è la componente marittima delle forze armate dell'Albania. I primi passi per la sua fondazione furono fatti il 28 novembre 1912  quando venne stabilito di formare una forza navale armata. La prima nave fu una unità da 190 t fornita nel 1925 dall'Italia, chiamata dapprima Shqipëria, poi Skënderbeg.
Con la riforma militare, il servizio navale dipende direttamente dal comando unificato costituito nel 2006. Dalla marina dipendono due basi di cui una a Durazzo (Kepi i Palit) e una a Valona (Pashaliman). La maggior parte delle navi della marina militare albanese sono motovedette e navi di supporto, la maggior parte delle quali è stata donata da Italia e Stati Uniti.

## Flotta

### Unità di superficie
| Pattugliatori costieri | Pattugliatori costieri | Pattugliatori costieri                                  | Pattugliatori costieri | Pattugliatori costieri | Pattugliatori costieri | Pattugliatori costieri |
| Immagine               | Classe                 | Unità                                                   | Tipo                   | Dislocamento           | EIS                    | Note                   |
| ---------------------- | ---------------------- | ------------------------------------------------------- | ---------------------- | ---------------------- | ---------------------- | ---------------------- |
|                        | Iliria                 | Iliria (P131) Oriku (P132) Lisus (P133) Butrinti (P134) | PA                     | 208 t                  | 2008 2011 2012 2014    |                        |

## Roja Bregdetare
La Forca Detare è affiancata nei suoi compiti dalla Roja Bregdetare, la guardia costiera, costituita il 4 aprile 2002, cui compete la salvaguardia della vita umana ed il coordinamento di ricerca e salvataggio in mare nonché la gestione amministrativa, la sicurezza della navigazione, la difesa delle acque territoriali.

## Gradi
Ufficiali
| NATO code | OF-10           | OF-9       | OF-8          | OF-7             | OF-6            | OF-5              | OF-4               | OF-3             | OF-2             | OF-2     | OF-1        | OF-1 | OF-(D)          | OF-(D)          | OF-(D)          | OF-(D)          | OF-(D)          | OF-(D)          | Allievo ufficiale | Allievo ufficiale |
| --------- | --------------- | ---------- | ------------- | ---------------- | --------------- | ----------------- | ------------------ | ---------------- | ---------------- | -------- | ----------- | ---- | --------------- | --------------- | --------------- | --------------- | --------------- | --------------- | ----------------- | ----------------- |
|           | Non equivalente |            |               |                  | Non equivalente |                   |                    |                  |                  |          |             |      | Non equivalente | Non equivalente | Non equivalente | Non equivalente | Non equivalente | Non equivalente | Non equivalente   | Non equivalente   |
| Admiral   | Non equivalente | Nënadmiral | Kundëradmiral | Kapiten Rangut I | Non equivalente | Kapiten Rangut II | Kapiten Rangut III | Kapiten Leitnant | Kapiten Leitnant | Leitnant | Nënleitnant |      | Non equivalente | Non equivalente | Non equivalente | Non equivalente | Non equivalente | Non equivalente | Non equivalente   | Non equivalente   |

Sottufficiali e comuni
I gradi di sottufficiali e comuni della marina albanese sono uguali a quelli dell'esercito albanese.
| NATO Code                         | OR-9                              | OR-9                              | OR-9                              | OR-9                              | OR-9                              | OR-9                     | OR-8                     | OR-8              | OR-7              | OR-7              | OR-6              | OR-6              | OR-6              | OR-6                   | OR-6                   | OR-6                   | OR-5                   | OR-5            | OR-4              | OR-4              | OR-4                            | OR-4                            | OR-3            | OR-3            | OR-2 | OR-2 | OR-1 | OR-1 |
| --------------------------------- | --------------------------------- | --------------------------------- | --------------------------------- | --------------------------------- | --------------------------------- | ------------------------ | ------------------------ | ----------------- | ----------------- | ----------------- | ----------------- | ----------------- | ----------------- | ---------------------- | ---------------------- | ---------------------- | ---------------------- | --------------- | ----------------- | ----------------- | ------------------------------- | ------------------------------- | --------------- | --------------- | ---- | ---- | ---- | ---- |
|                                   |                                   |                                   |                                   |                                   |                                   |                          |                          |                   | Non equivalente   | Non equivalente   |                   |                   |                   |                        |                        |                        | Non equivalente        | Non equivalente |                   |                   |                                 |                                 | Non equivalente | Non equivalente |      |      |      |      |
| Kryekapter Sergente maggiore capo | Kryekapter Sergente maggiore capo | Kryekapter Sergente maggiore capo | Kryekapter Sergente maggiore capo | Kryekapter Sergente maggiore capo | Kryekapter Sergente maggiore capo | Kapter Sergente maggiore | Kapter Sergente maggiore | Rreshter Sergente | Rreshter Sergente | Rreshter Sergente | Rreshter Sergente | Rreshter Sergente | Rreshter Sergente | Tetar Caporal maggiore | Tetar Caporal maggiore | Tetar Caporal maggiore | Tetar Caporal maggiore | Non equivalente | Nëntetar Caporale | Nëntetar Caporale | Ushtar Comune di seconda classe | Ushtar Comune di seconda classe | Non equivalente | Non equivalente |      |      |      |      |

## Galleria d'immagini

Unità navali
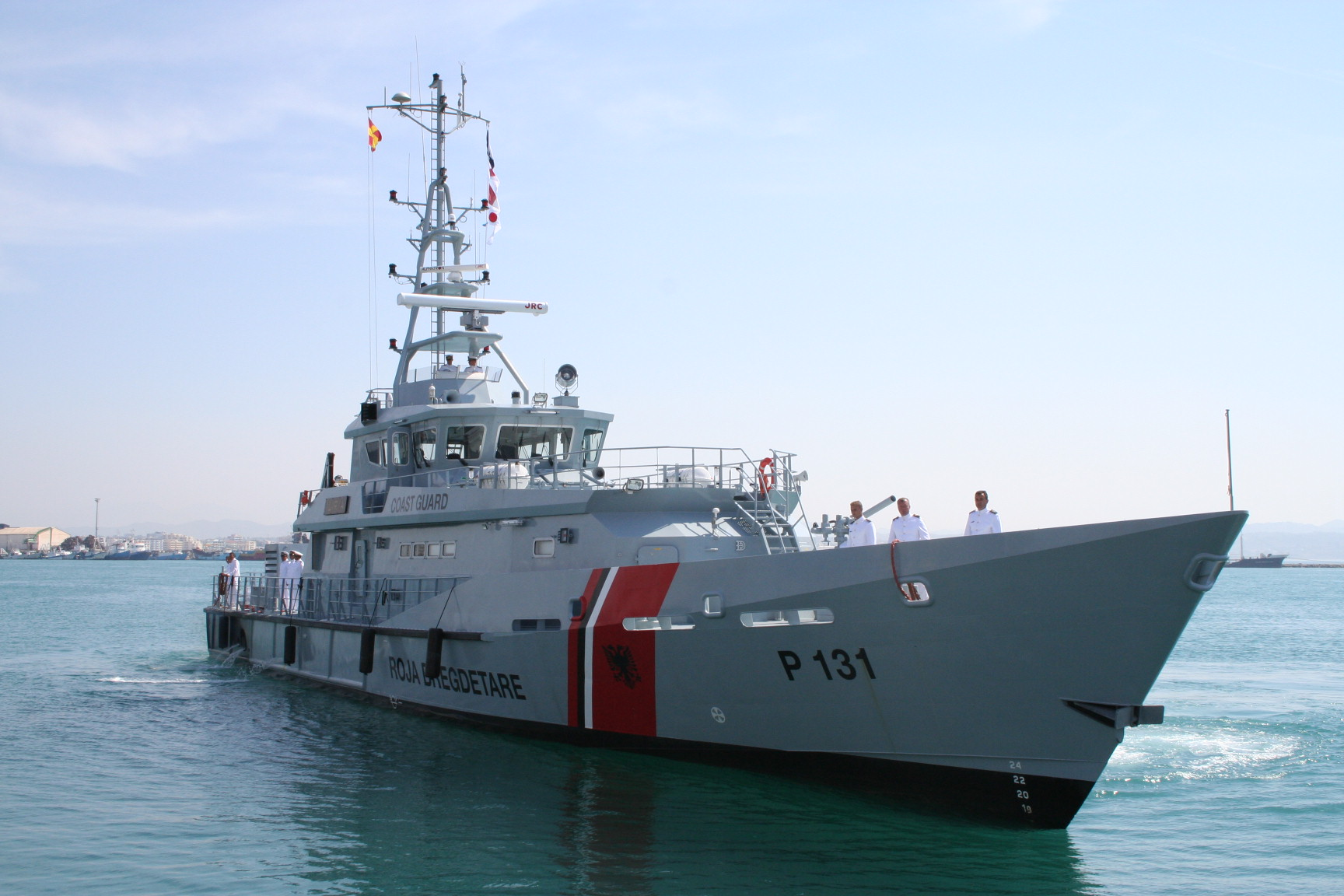
Il pattugliatore Iliria primo dei quattro Classe Damen Stan ad entrare in servizio

Precedenti insegne navali
(1958–1992)
(1954–1958)